# Голова Якова
«Голова Якова» (повна назва  — «Голова Якова. Алхімічна комедія»)  — роман українського письменника Любка Дереша 2012 року.

## Анотація книги

### Україна
Геніальний композитор Яків отримує від свого брата, політтехнолога, незвичну пропозицію — створити симфонію до відкриття Євро-2012. Темні отці, які стоять за цим замовленням, впевнені, що лише йому під силу створити музику, що буде прологом до Апокаліпсиса...

Рідна домівка стає для Якова в’язницею. Хоч поруч з ним і живуть два брати, чотири музи і один злий геній, жодна нота не звучить в його серці...

## Рецензія
- Ігор Бондар-Терещенко. Футбольний апокаліпсис від Любка Дереша [Архівовано 24 лютого 2013 у Wayback Machine.] — Тиждень., 22 лютого 2012
- Рецензія - "Голова Якова", Л.Дереш [Архівовано 5 березня 2016 у Wayback Machine.]. ХайВей Культура, 26 березня 2012
- Ірина Славінська. Книжки лютого: голова Любка Дереша [Архівовано 13 грудня 2012 у Wayback Machine.]. Українська правда. Життя. 02.лютого 2012

## Видання
- 2012 рік — видавництво Книжковий клуб «Клуб сімейного дозвілля».

## Відео
- Трейлер до книги «Голова Якова» Любка Дереша [Архівовано 27 липня 2014 у Wayback Machine.]
- Презентація роману Любко Дереша «Голова Якова»